# Yeşilvadi, Trabzon
Yeşilvadi là một xã thuộc huyện Trabzon, tỉnh Trabzon, Thổ Nhĩ Kỳ. Dân số thời điểm năm 2011 là 449 người.